# Shanghai Masters 2016
Lo Shanghai Masters 2016 è stato un torneo di tennis giocato sul cemento. È stata l'8ª edizione dello Shanghai Masters, che fa parte della categoria ATP Tour Masters 1000 nell'ambito dell'ATP World Tour 2016. Il torneo si è giocato al Qizhong Forest Sports City Arena di Shanghai, in Cina, dal 9 al 16 ottobre 2016.

## Partecipanti

### Teste di serie
| Nazionalità | Giocatore             | Ranking* | Testa di serie |
| ----------- | --------------------- | -------- | -------------- |
| Serbia      | Novak Đoković         | 1        | 1              |
| Regno Unito | Andy Murray           | 2        | 2              |
| Svizzera    | Stan Wawrinka         | 3        | 3              |
| Spagna      | Rafael Nadal          | 4        | 4              |
| Canada      | Milos Raonic          | 6        | 5              |
| Francia     | Gaël Monfils          | 8        | 6              |
| Rep. Ceca   | Tomáš Berdych         | 9        | 7              |
| Croazia     | Marin Čilić           | 11       | 8              |
| Francia     | Jo-Wilfried Tsonga    | 12       | 9              |
| Spagna      | David Ferrer          | 13       | 10             |
| Belgio      | David Goffin          | 14       | 11             |
| Australia   | Nick Kyrgios          | 15       | 12             |
| Francia     | Lucas Pouille         | 16       | 13             |
| Francia     | Richard Gasquet       | 17       | 14             |
| Spagna      | Roberto Bautista Agut | 18       | 15             |
| Uruguay     | Pablo Cuevas          | 19       | 16             |

* Ranking al 3 ottobre 2016.

### Altri partecipanti
I seguenti giocatori hanno ricevuto una wild card per il tabellone principale:
- Juan Martín del Potro
- Li Zhe
- Wu Di
- Zhang Ze

I seguenti giocatori sono entrati in tabellone con il ranking protetto:
- Florian Mayer
- Janko Tipsarević

I seguenti giocatori sono passati dalle qualificazioni:

- Kyle Edmund
- Taylor Fritz
- Vasek Pospisil
- Lukáš Rosol
- Yūichi Sugita
- Michail Južnyj
- Miša Zverev

## Campioni

### Singolare
Andy Murray ha sconfitto in finale  Roberto Bautista Agut con il punteggio di 7–6(1), 6–1.
- È il quarantunesimo titolo in carriera per Murray, sesto della stagione, tredicesimo 1000 e terzo titolo a Shanghai.

### Doppio
John Isner /  Jack Sock hanno sconfitto in finale  Henri Kontinen /  John Peers con il punteggio di 6–4, 6–4.